# Ayurveda
 Der er for få eller ingen kildehenvisninger i denne artikel, hvilket er et problem. Du kan hjælpe ved at angive troværdige kilder til de påstande, som fremføres i artiklen.

Ayurveda er en form for alternativ behandling, der har været brugt indenfor hinduismen. Der findes tre forskellige elementer (doshaer) indenfor ayurveda. Det er henholdsvis Pitta, Vata og Kapha. Pitta er ild som er forbundet med synet. Vata er rum og luft, som er forbundet med hørelsen og følelsen. Kapha er vand og jord, som er forbundet med smags- og lugtesansen.
Inden for ayurveda bliver folk delt op i de tre forskellige elementer, ofte bliver man tildelt to af dem med den ene som hovedelement. Disse elementer kaldes også for kropstyper. Alle har dog alle tre elementer i sig. Det er meget vigtigt, at man har en god balance mellem de tre elementer, samt balance inden for hvert af de tre elementer.
De ældste tekster om ayurveda er skrevet på sanskrit. Oversat fra sanskrit betyder Ayurveda "Viden om livet". Man kan spore behandlingsformen helt tilbage til 5000 år før vores tidsregning. Ayurveda har i meget lang tid været praktiseret i flere lande som f.eks. Indien, Nepal og Sri Lanka. I visse arabiske lande bliver det også praktiseret. I Indien er der ca. 80 % af befolkningen der benytter sig af en eller form af ayurveda for at helbrede sygdom. I nyere tid har også dele af den vestlige verden taget det til sig, dog som en alternativ behandlingsform.
Behandling med Ayurveda kan ske indenfor massage, yoga, kost, meditation og personligt arbejde med sig selv. Ayurveda knytter sig derfor ikke kun til en bestemt behandlingsform.
Selvom laboratorieforsøg har vist, at det er muligt, at nogle at stofferne i Ayurveda måske kan udvikles til effektive behandlinger, er det ingen evidens for, at de i sig selv er effektive. I følge Cancer Research UK er der ingen signifikant videnskabelig evidens, der har vist en effekt af Ayurveda på behandlingen af sygdom, selvom massage og afslapning ofte er gavnlig for nogle cancerpatienter, og der er indikationer fra dyrestudier af, at nogle urteprodukter der bruges i Ayurveda kan blive undersøgt yderligere.
I dag anses Ayurveda som pseudovidenskab på baggrund af dets forvirring mellem virkelighed og metafysiske koncepter. Andre forskere debatterer, om det skal anses som protovidenskab, et uvidenskabeligt eller transvidenskabeligt system i stedet.